# Zodarion pythium
Zodarion pythium là một loài nhện trong họ Zodariidae.
Loài này thuộc chi Zodarion. Zodarion pythium được J. Denis miêu tả năm 1935.